# Oksikodon
Oksikodon je opioidni analgetik koji se sintetiše iz opijumskog derivata tebaina. On je razvijen u Nemačkoj 1916, kao jedan od nekoliko semi-sintetičkih opioida u pokušaju da se poboljšaju postojeći opioidi: morfin, diacetilmorfin, i kodein.
Oksikodon je oralni lek koji se generalno propisuje za olakšavanje umerenog do jakog bola. Niske doze se takođe propisuju za privremeno olakšavanje dijareje. On je na tržištu u oblik proizvoda sa jednim ili više sastojaka. Neki uobičajeni primeri proizvoda sa više sastojaka su oksikodon sa acetaminofen/paracetamolom, ili NSAID kao što je ibuprofen. Formulacije su dostupne kao generici, a i pod raznim brend imenima.

## Hemija i nomenklatura
Hemijsko ime oksikodona je izvedeno iz kodeina. Njihove hemijske strukture su veoma slične. Razlikuju se samo u tome da je
- Oksikodon ima hidroksilnu grupu na ugljeniku-14 (kodein ima samo vodonik na tom mestu), otuda oksikodon;
- Oksikodon ima 7,8-dihidro osobinu, dok kodein ima dvostruku vezu između ta dva ugljenika; i
- Oksikodon ima karbonilnu grupu (kao u ketonima) umesto hidroksilne grupe kodeina, otuda sufiks „-on“.

On je isto tako sličan da hidrokodonu. Razlikuju se samo po tome da oksikodon ima hidroksilnu grupu na ugljeniku-14.
Oksikodon je poznat pod imenima "dihidrohidroksikodeinon", Eucodal, Eukodal, "14-hidroksidihidrokodeinon", i "Nukodan".

## Literatura
- Meier, Barry (2003). Pain killer: a "wonder" drug's trail of addiction and death. Emmaus, PA: Rodale.  1-57954-638-2.
- Pinsky, Drew (2004). When painkillers become dangerous: what everyone needs to know about OxyContin and other prescription drugs. Center City, MN: Hazelden.  1-59285-107-X.
- Lockwood, Brad (2006). Oxycontin: from pain relief to addiction. New York: Rosen Pub. Group, Inc. ISBN 9781404209138.
- O, Maryadele J.'Neil (2006). The Merck index (14 изд.). Whitehouse Station, NJ: Merck & Co. ISBN 978-0-911910-00-1.
- O, Maryadele J.'Neil, editor ... (2006). The Merck index (14 изд.). Whitehouse Station, NJ: Merck & Co. ISBN 978-0-911910-00-1.
- NB, Eddy (1973). The National Research Council involvement in the opiate problem, 1928–1971. Washington: National Academy of Sciences.

## Spoljašnje veze
- Farmakološki profil
- Ubitačna kombinacija
- Informacije o leku

|  | Molimo Vas, obratite pažnju na važno upozorenje u vezi sa temama iz oblasti medicine (zdravlja). |